# プラート県

プラート県
Provincia di Prato

プラート県（プラートけん、イタリア語: Provincia di Prato）は、イタリア共和国トスカーナ州の県の一つ。県都はプラート。
1992年にフィレンツェ県から分かれて成立した。

## 地理

### 位置・広がり
トスカーナ州北部に位置する県である。県都プラートは、州都フィレンツェから北西へ17km、ピストイアから南東へ17kmの距離にある。
隣接する県は以下の通り。
- ボローニャ県（エミリア＝ロマーニャ州） - 北
- フィレンツェ県 - 南東
- ピストイア県 - 西

プラート県の面積は 365 km²で、トリエステ県に次いでイタリアでは2番目に小さな県である。

### 主要な都市・集落
2001年の国勢調査に基づく居住地区（Località abitata）別人口統計によれば、人口5000人以上の都市・集落は以下の通り。（　）内は所属コムーネ（自治体）名を示すが、都市名と同一の場合は省いた。
- プラート - 169,644人
- フォルナチェッレ （モンテムルロ） - 17,014人
- ヴァイアーノ - 7,814人
- ポッジョ・ア・カイアーノ - 7,159人

県都プラートは、州都フィレンツェに次いで州内第2位のコムーネ人口を持つ。
- プラート
- モンテムルロ
- ヴァイアーノ

## 行政区画
プラート県には7つのコムーネが属する。所属するコムーネの数は、トリエステ県に次いで2番目に少ない。
左端の数字はISTATコードを示す。人口は2024年1月1日現在。面積は2001年のデータで、単位はkm²。
|        | 自治体名                 | 綴り            | 面積  | 人口    |
| ------ | ------------------------ | --------------- | ----- | ------- |
| 100001 | カンタガッロ             | Cantagallo      | 94.93 | 3,131   |
| 100002 | カルミニャーノ           | Carmignano      | 38.59 | 14,705  |
| 100003 | モンテムルロ             | Montemurlo      | 30.66 | 19,107  |
| 100004 | ポッジョ・ア・カイアーノ | Poggio a Caiano | 5.97  | 9,940   |
| 100005 | プラート                 | Prato           | 97.59 | 198,034 |
| 100006 | ヴァイアーノ             | Vaiano          | 34.24 | 9,889   |
| 100007 | ヴェルニオ               | Vernio          | 63.28 | 6,166   |

## 人物

### 著名な出身者
- フィオレンツォ・マーニ - 自転車競技選手。ヴァイアーノ生まれ。
- パオロ・ロッシ - サッカー選手。プラート生まれ。